# Lakmé
Lakmé es una ópera en tres actos con música de Léo Delibes y libreto en francés de Edmond Gondinet y Philippe Gille, basado en la novela Rarahu ou Le Mariage (Rarahu o El matrimonio), de Pierre Loti (1880). Su estreno mundial tuvo lugar en el Teatro de la Opéra-Comique, en París, el 14 de abril de 1883. En España se estrenó el 15 de septiembre de 1898 en el [Teatro Novedades] (Barcelona).

## Historia

### Creación
Delibes escribió la partitura en el período 1881-82. Se ambienta en la India Británica de mediados del siglo XIX. La ópera incluye el famoso y popular Dúo de las flores (Sous le dôme épais) para soprano y mezzosoprano interpretado en el acto primero por el personaje principal, Lakmé, la hija de un sacerdote brahmán, y su criada Mallika. Otra aria famosa de la ópera es el aria de las campanillas (Air des clochettes) en el acto segundo. 
Como otras óperas francesas de la época, Lakmé capta el ambiente de Oriente que estaba en boga durante la parte final del siglo XIX en línea con otras obras operísticas como Los pescadores de perlas de Bizet y El rey de Lahore de Massenet. El libreto de la ópera fue escrito por Gondinet expresamente para la soprano estadounidense Marie van Zandt.

### Representaciones
Tuvo su primera representación el 14 de abril de 1883 en la Opéra Comique en París. Tras su estreno en la Opéra Comique en 1883, Lakmé alcanzó su representación 500 allí el 23 de junio de 1909 y la número 1000 el 13 de mayo de 1931. Una serie de representaciones tuvieron lugar en el Théâtre Gaîté Lyrique de París en 1908, con Alice Verlet, David Devriès y Félix Vieuille.
El personaje de Lakmé ha sido y es vehículo de lucimiento para sopranos de coloratura como Amelita Galli-Curci, Lily Pons, Arielle Dombasle, Mado Robin, Mady Mesplé, Maria Callas, Beverly Sills, Joan Sutherland,  Edita Gruberová, Natalie Dessay y Sumi Jo, y destaca el Aria de las campanillas, de virtuosa ejecución.
Esta ópera se representa poco; en las estadísticas de Operabase aparece la n.º 129 de las óperas representadas en 2005-2010, siendo la 16.ª en Francia y la primera de Delibes, con 24 representaciones en el período.

## Personajes
| Personaje                                                | Tesitura              | Reparto del estreno, 14 de abril de 1883 (Director: Jules Danbé) |
| -------------------------------------------------------- | --------------------- | ---------------------------------------------------------------- |
| Lakmé, una sacerdotisa, hija de Nilakantha               | soprano de coloratura | Marie van Zandt                                                  |
| Gérald, un oficial del ejército británico                | tenor                 | Jean-Alexandre Talazac                                           |
| Nilakantha, un sacerdote brahmán                         | bajo                  | Cobalet                                                          |
| Frédéric, oficial amigo de Gérald                        | barítono              | Barré                                                            |
| Mallika, esclava de Lakmé                                | mezzosoprano          | Frandin                                                          |
| Hadji, esclavo de Nilakantha                             | tenor                 | Chennevière                                                      |
| Miss Ellen, prometida de Gérald                          | soprano               | Rémy                                                             |
| Miss Rose, compañera de Ellen                            | soprano               | Molé-Truffier                                                    |
| Mistress Bentson, un aya                                 | mezzosoprano          | Pierron                                                          |
| Adivina ('Un Domben')                                    | tenor                 | Teste                                                            |
| Un comerciante chino                                     | tenor                 | Davoust                                                          |
| Le Kouravar                                              | barítono              | Bernard                                                          |
| Coro: Oficiales, damas, comerciantes, brahmanes, músicos |                       |                                                                  |

## Argumento
A finales del siglo XIX, durante la colonización británica de la India, muchos de los habitantes locales fueron obligados a practicar su religión en secreto.
Gerald, un oficial inglés, entra sin querer a un templo secreto hindú. Ahí encuentra a Lakmé, hija de Nilakantha, principal sacerdote del templo. Gerald y Lakmé se enamoran al instante. 
Nilakantha se entera del allanamiento al templo por parte de Gerald y busca vengarse de la referida profanación. 
En el bazar, Nilakantha hace que Lakmé cante con el fin de identificar al oficial Gerald. Una vez que lo reconoce, Nilakantha lo apuñala, dejándolo malherido. 
Lakmé lo recoge y lo lleva a un escondite, donde lo atiende durante su recuperación. 
Mientras Lakmé busca agua sagrada para confirmar su amor con Gerald, su amigo el oficial inglés Frederic encuentra a Gerald y le recuerda sus deberes como miembro del regimiento. Cuando Lakmé regresa, se da cuenta de que, debido a las palabras de Frederic, Gerald ha cambiado y su amor se ha perdido. Ella prefiere morir con honor que vivir en desamor, y decide quitarse la vida comiendo una hoja de datura. Su padre regresa y, al encontrarlos, quiere matar a Gerald, pero Lakmé le cuenta que ambos han bebido del agua sagrada y ahora es uno de ellos. Muere serenamente.

## Piezas destacadas
De esta ópera se destaca el Aria de las campanillas, caballo de batalla de famosas sopranos y el conocido Dueto de las flores, del primer acto, mientras Lakmé y Mallika reúnen flores en el templo, antes de conocer a Gerald:

### Dueto de las flores
| Texto original en francés | Texto original en francés | Versión en español | Versión en español |
| --- | --- | --- | --- |
| LAKMÉ Dôme épais le jasmin à la rose s'assemble rive en fleurs, frais matin, nous appellent ensemble. Ah! glissons en suivant le courant fuyant dans l'onde frémissante. D'une main nonchalante, gagnons le bord, où l'oiseau chante. Dôme épais, blanc jasmin nous appellent ensemble! | MALLIKA Sous le dôme épais où le blanc jasmin à la rose s'assemble, sur la rive en fleurs, riant au matin, viens, descendons ensemble. Doucement glissons: de son flot charmant suivons le courant fuyant dans l'onde frémissante. D'une main nonchalante viens, gagnons le bord, où l'oiseau chante. Sous le dôme épais, sous le blanc jasmin, ah! descendons ensemble! | LAKMÉ Cúpula espesa, el jazmín a la rosa se asemeja, orilla florecida, fresca mañana, nosotras invocamos unidas. ¡Ah! Vayamos siguiendo la corriente fugaz en el agua temblorosa. Con mano indolente lleguemos al borde donde el pájaro canta. ¡Cúpula espesa, blanco jazmín, nosotras invocamos unidas! | MALLIKA Bajo la cúpula espesa donde el blanco jazmín a la rosa se asemeja, sobre la orilla florida, risueña a la mañana, ven, vayamos unidas. Dulcemente deslicémonos: de su oleaje encantador sigamos la corriente fugaz en el agua temblorosa. Con mano indolente ven, lleguemos al borde, donde el pájaro canta. Bajo la cúpula espesa, bajo el blanco jazmín ¡ah! vayamos unidas. |

## Discografía
| Año  | Elenco (Lakmé, Gérald, Nikalantha, Mallika)                                            | Director, Teatro y orquesta                                                     | Sello discográfico       |
| ---- | -------------------------------------------------------------------------------------- | ------------------------------------------------------------------------------- | ------------------------ |
| 1940 | Lily Pons, Armand Tokatyan, Ezio Pinza, Ira Petina                                     | Wilfrid Pelletier, Orquesta y coro de la Metropolitan Opera House de Nueva York | The Golden Age (en vivo) |
| 1952 | Mado Robin, Libero de Luca, Jacques Jansen, Jean Borthayre, Agnès Disney               | Georges Sébastian, Orquesta y coro del Teatro Nacional de la Opéra-Comique      | Decca                    |
| 1955 | Mado Robin, Charles Richard, Pierre Savignol, Agnès Disney, Camille Maurane (Fréderic) | Jules Gressier, Orquesta y coro de la Radio Lirique de la RTF                   | Rodolphe                 |
| 1967 | Joan Sutherland, Alain Vanzo, Gabriel Bacquier, Jane Berbié                            | Richard Bonynge, Orquesta y coro de la Ópera de Monte Carlo                     | Decca                    |
| 1970 | Mady Mesplé, Charles Burles, Roger Soyer, Danielle Millet                              | Alain Lombard, Orquesta y coro de Teatro Nacional de la Opéra-Comique           | EMI                      |
| 1998 | Natalie Dessay, Gregory Kunde, José van Dam, Patricia Petibon                          | Michel Plasson, Orquesta y coro del Capitole de Toulouse                        | EMI                      |